# Aliona Shishkova
Aliona Shishkova (en ruso, Алёна Шишкова; Tiumén, Rusia, 12 de noviembre de 1992) es una modelo, reina de belleza y socialite rusa. Ha modelado para sesiones de fotografías editoriales, campañas publicitarias y ha caminado en pasarelas. Apareció en el concurso de belleza Miss Rusia 2012 y fue primera finalista.

## Primeros años
Shishkova nació en Tiumén, hija de Nadezhda y Alex Shishkov. Asistió al Instituto de Ley, Económicas y Administración de la Universidad Estatal de Tiumén, especializándose en administración.

## Carrera
En sus primeros años, fue a una escuela de música para aprender a cantar y a tocar la guitarra. Después de trabajar para la revista "Fashion collection" a los 13 años, fue al concurso de belleza "Image 2008" y ganó el título "Miss Hope" y "Miss Dream". En 2009, ganó el título "Miss Sunshine". En 2012, ganó el segundo título Sub Miss Rusia 2012, quedando en 2.º lugar.
Shishkova caminó por la pasarela para la diseñadora Olesya Malinskaya en la Semana de Moda Mercedes-Benz de 2013.
Shishkova se ha labrado una carrera como modelo internacional a través de todo el planeta, con representantes en Europa, Asia, Rusia y Estados Unidos de América.
En 2017 Aliona ofreció su imagen para la aplicación Telegram bajo el seudónimo «Alena Shy».

## Vida personal
La hija de Alena, Alisa, nació el 19 de marzo de 2014. El padre de la niña es su exnovio, el rapero ruso Timati.

## Premios y nominaciones
| Año  | Premio               | Resultado |
| ---- | -------------------- | --------- |
| 2008 | Miss Hope            | Ganador   |
| 2008 | Miss Dream           | Ganador   |
| 2008 | Little Miss Sunshine | Ganador   |
| 2010 | Supermodel           | Ganador   |
| 2012 | Miss Russia          | 2º        |